# Ospedali riuniti della Valdichiana
Gli Ospedali riuniti della Valdichiana si trovano in via Provinciale 5, in località Nottola, una frazione a 5 chilometri da Montepulciano. Costituiscono un monoblocco ospedaliero gestito dal Servizio sanitario della Toscana (Azienda USL Toscana sud est), nato dalla chiusura di sei ospedali più piccoli nei comuni di Chiusi, Torrita di Siena, Sinalunga, Chianciano Terme, Sarteano e Montepulciano e copre 861 chilometri quadrati.
L'ospedale si trova all'interno di un'area in aperta campagna, tra i vigneti, per circa 13 ettari e occupa una superficie di 65.000 metri quadrati. L'ospedale è entrato in funzione a partire dal 2000-2001, inaugurato il 14 gennaio 2001 e per realizzarlo sono stati necessari 5 anni di lavori e sono stati investiti circa 120 miliardi di lire. Tutto il personale in servizio nei vecchi ospedali è confluito nel monoblocco, in cui si contano circa 500 dipendenti, tra medici, infermieri, tecnici, personale amministrativo ed altri operatori sanitari. I posti letto sono 255 e l'affluenze giornaliera è di circa 1000 persone. L'ospedale ha il titolo di ospedale più sicuro ed accogliente d'Italia, ottenuto dal Tribunale dei diritti del malato e il titolo di ospedale amico dei bambini, riconoscimento internazionale assegnato dall'UNICEF-OMS.

## Storia
La rete ospedaliera della Valdichiana era divisa in vari piccoli ospedali, fino al 1983. Si ritrovavano 6 ospedali complessivi nei comuni di Chiusi, Torrita di Siena, Sinalunga, Chianciano Terme, Sarteano e Montepulciano. Poi verso la fine del XX secolo, con la ristrutturazione della rete ospedaliera, vennero chiusi i presidi di Chiusi e Torrita di Siena. Al termine di questa fase l'organizzazione ospedaliera in Valdichiana risultava essere così strutturata:
- Ospedale di Sinalunga: medicina, chirurgia e primo soccorso, servizio psichiatrico di degenza e cura.
- Ospedale di Montepulciano: direzione sanitaria, ostetricia e ginecologica, pediatria, servizio di emodialisi, Centro amministrativo di zona.
- Ospedale di Sarteano: medicina, cardiologia-Utic.
- Ospedale di Chianciano Terme: pronto soccorso, laboratorio di analisi, radiologia con tac, medicina e chirurgia, servizio di endoscopia digestiva, ortopedia, servizio di otorinolaringoiatria, servizio di oculistica.

I degenti erano costretti a spostamenti per poter effettuare accertamenti sanitari nei vari presidi perché nessuna delle strutture era completa, questo portò al progetto esecutivo chiamato monoblocco ospedaliero.
- 1995: Posa della prima pietra del nuovo monoblocco ospedaliero ed avvio del cantiere.
- 1995-1999: Definizione con i singoli responsabili e con la direzione sanitaria della rispondenza funzionale del progetto e validazione da parte dei primari delle soluzioni progettuali proposte. Avviamento ed esecuzione di tutte le procedure di gara per le diverse forniture di apparecchiature ed arredi (totale rinnovo sia del parco tecnologico che dell'arredamento).
- 1999-2000: Studio e simulazione dei trasferimenti dei servizi dai 4 ospedali al monoblocco.
- 2000-2001: Inizio trasferimenti dei reparti al nuovo ospedale secondo il seguente programma:
  - 6 - 7 -8 novembre: emotrasfusionale e dialisi.
  - 8 dicembre: medicina di Sarteano, Sinalunga e Chianciano Terme.
  - 14 gennaio: inaugurazione.
  - 3 marzo: pronto soccorso, chirurgia e endoscopia digestiva, otorinolaringoiatria e sezione di oculistica.
  - 19 marzo: ostetricia, ginecologia, pediatria.
  - 2 aprile: rianimazione e definitiva chiusura dei vecchi ospedali.

## Servizi e reparti
La struttura è articolata su 7 piani, 2 dei quali interrati.
2 piani interrati
- Parcheggio con quasi 600 posti
- Magazzini
- Economato
- Laboratorio di analisi chimico cliniche
- Farmacia
- Servizio necrologico
- Centrali termiche
- Centrali tecnologiche
- Radiologia: Risonanza Magnetica da 2 Tesla

Piano terra
- Servizio di accoglienza
- Pronto soccorso
- Radiologia digitale con servizio Tac, mammografi ed ecografi
- Poliambulatori per visite specialistiche
- Reparti di degenza ordinari e day hospital
- Riabilitazione
- Servizio emotrasfusionale ed emodialisi
- Blocco operatorio
- Servizi pubblici
- Servizi amministrativi
- Sportello bancario
- Cucina
- Mensa
- Bar
- Cappella

Piano M
- Studi medici
- Direzione sanitaria
- Direzione tecnico–amministrativa di zona
- Piano tecnico

Primo piano
- Rianimazione
- Cardiologia/Utic
- Pediatria
- Ostetricia
- Ginecologia
- Chirurgia con 54 posti letto

Secondo piano
- Medicina con 84 posti letto
- Ortopedia con 30 posti letto

Terzo piano
- Day hospital oncologico
- Serviti territoriali di Hospice
- Ospedale di comunità
- Riabilitazione extra ospedaliera in regime diurno con 16 posti letto

## Storia degli spedali in Valdichiana
L'antica origine degli spedali, antiche radici dei moderni ospedali, risale all'età medievale. I primi spedali cominciarono ad essere costruiti grazie alle confraternite a partire dal 1100 in poi: gli spedali erano connessi alle istituzioni di beneficenza di quelle stesse compagnie.

### Spedale di Montepulciano
Montepulciano era già un polo ospedaliero nel XI-XII secolo e vi esistevano cinque: lo Spedale della Misericordia della Fraternità, a cui si aggiungevano gli Spedaletti di San Giovanni e San Martino fuori della porta di Gracciano, lo Spedale di Santa Maria della Cavina fondato nell'XI o XII secolo considerato il più importante, lo Spedale di San Pietro fuori Porta delle Farine, e lo Spedale di Fonte al Vescovo, posto all'incrocio di San Biagio.
Si trattava di edifici con poche grandi sale, vicino a pozzi o cisterne, le cui acque erano indispensabili per le necessità degli ospiti e dei ricoverati, con all'interno una cappella o un semplice altare per le necessità religiose. Le costruzioni avevano spesso affreschi e sculture. Tra il 1400 e il 1600 avvenne l'accorpamento progressivo degli spedali, in un solo edificio, quello di S. Maria della Cavina, in Piazza delle Erbe, che prenderà il nome di Spedali riuniti di San Cristofano che fu ampliato nel 1778 con i materiali provenienti dalla demolizione della chiesa e del convento di Fonte Castello. Nel 1852 lo spedale di Montepulciano svolgeva il compito di casa degli esposti, cioè dei bambini abbandonati, non solo per Montepulciano ma anche per i paesi vicini. Ancora esiste la ruota degli esposti in funzione già nei secoli precedenti, lo sportello girevole attraverso il quale venivano ricoverati i bambini nel più assoluto anonimato. Nel 1894 lo spedale aveva una corsia per gli uomini e una per le donne, per un totale di 150 malati, con infermeria e una moderna sala operatoria, ben dotata grazie ai finanziamenti dei Conti Bastogi. Il 5 luglio 1908 i rappresentanti dei Regi Spedali Riuniti di San Cristoforo di Montepulciano rappresentati dal suo Rettore Sig. Commendatore Ferdinando del Corto, acquistarono dal Signor Gino Crociani per la somma di 8.500 lire alcuni appezzamenti di terra con piccolo fabbricato ad uso di caccia, situato nel luogo chiamato Ponti Secchi nell'attuale Via Calamandrei, dell'estensione di 1,38,55 ettari. Lo scopo fu la realizzazione di un nuovo ospedale, sostituendo gli Spedali riuniti di San Cristofano nel centro storico. Dopo 7 anni di lavoro, nel 1916 la struttura per un totale di 6.800 m² fu completata e effettuate ulteriori modifiche nel 1971 e nel 1973. Dopo l'apertura del Monoblocco di Nottola, l'edificio è rimasto inutilizzato per un certo periodo ed è poi stato acquistato da un gruppo immobiliare che ha cambiato la destinazione d'uso. La struttura del vecchio ospedale verrà trasformata in abitazioni private (circa 40-45 appartamenti), uffici e il 10% di esercizi commerciali.

### Spedale di Sinalunga
A Sinalunga, lo Spedale Santa Maria delle Nevi fu fondato nel 1289 dalla Compagnia della Madonna delle Nevi ed arricchito dalle beneficenze private. Nel 1634 incominciò la costruzione della fabbrica del monastero di monache presso la Chiesa di San Rocco ma ottenne delle difficoltà ad essere costruita per il declino dei Medici alla fine del XVII secolo. Nel corso del XVIII secolo le cose migliorarono e l'edificio fu oggetto di modesti interventi manutentivi o di consolidamento fino a quando, negli ultimi anni del secolo, venne eletto a sede dello spedale.

### Spedale di Sarteano
Sarteano ha avuto delle strutture spedaliere prima del 1900. La prima struttura ricettiva documentata destinata ai malati è una domus leprosorum, tuttora nota come il lazzaretto, posto in un altopiano lungo la via che proveniente dall'Umbria collegava Chiusi con Sarteano, poi San Casciano dei Bagni fino al Ponte Gregoriano sul Paglia. Successivamente sono documentati due piccoli spedali, lo Spedale San Giacomo che si trovava lungo l'attuale Via del Cimitero e lo Spedale di Santa Maria o della Fraternità nella zona dell'attuale stadio comunale, destinati per i poveri ed i pellegrini. I due spedali furono uniti nel 1692 e chiusi nel 1750 con decreto granducale per mancanza di mezzi sufficienti a mantenersi. I beni posseduti furono uniti allo Spedale di Santa Maria della Scala di Siena. Il 13 dicembre 1862 l'Arciconfraternita delle Misericordiose realizzò l'Ospedale di Sarteano. Il nuovo ospedale trova invece sistemazione nell'edificio già esistente, l'Oratorio di San Bonaventura, compagnia religiosa che era dedita al culto e alle opere di carità nei confronti dei poveri e degli ammalati bisognosi. L'ospedale usufruì dell'opera prima delle Suore di San Giuseppe e dopo delle Suore della Sacra Famiglia. L'ospedale era suddiviso in sale di medicina generale e di chirurgia, divise a loro volta in maschi e femmine. C'erano poi una modesta sala operatoria, una medicheria e un laboratorio. Nella prima guerra mondiale accolse feriti e malati reduci dal fronte su convenzione con l'ospedale militare della Toscana e le esigenze locali. Nella seconda guerra mondiale accolse militari e civili colpiti nelle battaglie che si svolsero nel territorio circostante nel 1944.

### Spedale di Chiusi
Chiusi possedeva spedali fin dai secoli più remoti. Intorno al 1300 esistevano a Chiusi lo Spedale Ireneo, lo Spedale Sant'Angelo, annesso alla Chiesa omonima e lo Spedale San Pietro, anche questo annesso alla Chiesa omonima. Lo Spedale Ireneo fu sostituito con lo Spedale di Santa Maria fondato dalla Compagnia Omonima detta anche Fraternita di Santa Maria dello Spedale che svolgeva opere di carità verso gli infermi ed i poveri. Nel 1600 fu ampliato l'ospedale nella Chiesa di Santa Maria Novella. Fu costruito un ospizio per il ricovero di infermi più bisognosi della città e del contado, suddiviso in due cameroni, uno per le donne e l'altro per gli uomini. L'Ospizio fu ristrutturato e trasformato in ospedale, inaugurato nel giugno 1905 come Ospedale Umberto I, posto sulla Piazza del Comune, attiguo all'oratorio. Prima della seconda guerra mondiale fu approvato il progetto di una nuova costruzione su un terreno acquistato dalla Confraternita in prossimità del centro storico. I lavori furono interrotti durante la guerra e furono portati a termine subito dopo. Il nuovo ospedale entrò in funzione nella seconda metà degli anni quaranta e venne chiuse con la ristrutturazione della seconda metà degli anni ottanta.

### Spedale di Chianciano
Nel 1287 a Chianciano Terme era presente un lebbrosario in località Pietriccia, fuori le mura del Centro Storico e lo Spedale di San Giovanni. L'Ospedale di San Giovanni fu distrutto durante il periodo della Guerra di Siena (1552-1559). Per la ricostruzione si aprì una controversia tra Orvieto e Chianciano Terme che durò anni. Nel frattempo fu allestito un altro spedale a seguito di un'epidemia di peste del 1564. In quegli anni lo spedale di Chianciano Terme pagava compensi per il trasporto dei ammalati a Montepulciano, probabilmente presso lo Spedale di San Cristofano. Il 23 giugno 1901 fu inaugurato il vecchio ospedale della Croce Verde, posto accanto alla Chiesa di San Giovanni Battista, nel cuore del Centro Storico. L'ultimo ospedale di Chianciano Terme fu costruito in Via Vesuvio, soprattutto a seguito dell'attività termale degli anni settanta, quando a Chianciano Terme si contava un grande numero di presenze a stagione.

### Spedale di Torrita di Siena
Nel 1550 a Torrita di Siena erano operanti lo Spedale di San Giacomo e San Filippo amministrato dalla Fraternita di Santa Maria. Il 29 gennaio 1887 fu inaugurato il nuovo Ospedale Maestri grazie alla cospicua donazione di Don Antonio Maestri. Lo spedale entrò in funzione le mese di febbraio del 1888 e nel 1923 fu ampliato per adeguare la struttura all'aumento delle prestazioni. In quegli anni infatti aumentò la media quotidiana delle presenze di ricoverati dal numero di dieci elevata ad oltre trentacinque. Oltre all'ampliamento fu realizzata una speciale sezione di ortopedia e tubercolosi chirurgica, un impianto di gabinetto radiologico e furono acquistati nuovi strumenti chirurgici, arredi e suppellettili, apparecchi per un gabinetto elettrodiagnostico ed elettroterapico ed uno di analisi chimiche, batteriologiche e sierologiche.